# Amifostine
Amifostine (ethiofos) là một chất bổ trợ tế bào chất được sử dụng trong hóa trị ung thư và xạ trị liên quan đến các tác nhân hóa trị liệu gắn DNA. Nó được đưa ra thị trường bởi Tập đoàn Clinigen dưới tên thương mại Ethyol.

## Chỉ định
Amifostine được sử dụng trong điều trị để giảm tỷ lệ sốt liên quan đến giảm bạch cầu và nhiễm trùng gây ra bởi các tác nhân hóa trị liệu gắn DNA bao gồm các tác nhân kiềm hóa (ví dụ cyclophosphamide) và các chất có chứa bạch kim (ví dụ như cisplatin). Nó cũng được sử dụng để làm giảm độc tính thận tích lũy liên quan đến các chất có chứa bạch kim. Amifostine cũng được chỉ định để giảm tỷ lệ mắc xerostomia ở những bệnh nhân đang điều trị xạ trị ung thư đầu và cổ.
Amifostine ban đầu được chỉ định để làm giảm độc tính thận tích lũy từ cisplatin trong ung thư phổi không phải tế bào nhỏ. Tuy nhiên, trong khi quan sát thận đã được quan sát, xác suất amifostine có thể bảo vệ khối u không thể được loại trừ. Dữ liệu bổ sung đã chỉ ra rằng bảo vệ khối u qua trung gian amifostine, trong bất kỳ kịch bản lâm sàng nào, là không thể.

## Dược động học
Amifostine là một tiền chất thiophosphate hữu cơ được thủy phân in vivo bởi phosphatase kiềm thành chất chuyển hóa thiol của tế bào chất hoạt động, WR-1065. Sự bảo vệ có chọn lọc của các mô không ác tính được cho là do hoạt động của phosphatase kiềm cao hơn, pH cao hơn và sự thẩm thấu mạch máu của các mô bình thường.
Amifostine có thể được tiêm tĩnh mạch hoặc tiêm dưới da sau khi phục hồi bằng nước muối bình thường. Truyền dịch kéo dài dưới 15 phút làm giảm nguy cơ tác dụng phụ. Bệnh nhân cần được ngậm nước trước khi dùng.

## Cơ chế hoạt động
Bên trong các tế bào, amifostine giải độc các chất chuyển hóa phản ứng của các chất bạch kim và kiềm hóa, cũng như làm sạch các gốc tự do. Các tác động khác có thể bao gồm sửa chữa DNA tăng tốc, gây ra tình trạng thiếu oxy tế bào, ức chế apoptosis, thay đổi biểu hiện gen  và điều chỉnh hoạt động của enzyme. Amifostine được cho là phóng xạ mô bình thường thông qua các hiệu ứng dạng Warburg.

## Tác dụng phụ
Các tác dụng phụ thường gặp của amifostine bao gồm hạ calci máu, tiêu chảy, buồn nôn, nôn, hắt hơi, buồn ngủ và nấc cụt. Tác dụng phụ nghiêm trọng bao gồm: hạ huyết áp (tìm thấy trong 62% bệnh nhân), hồng ban đa dạng, hội chứng Stevens-Johnson và hoại tử biểu bì gây độc, miễn dịch quá mẫn hội chứng, erythroderma, sốc phản vệ, và mất ý thức (hiếm).

## Chống chỉ định
Chống chỉ định khi nhận amifostine bao gồm quá mẫn cảm với các hợp chất amifostine và aminothiol như WR-1065. Ethyol chứa mannitol.